# تيرينس كول (قاضي)
تيرينس كول (بالإنجليزية: Terence Cole)‏ هو قاضي أسترالي، ولد في 31 أكتوبر 1937.